# Carlos Vilar
Carlos Vilar Castex (Buenos Aires, 9 de junio de 1930 - Ibidem, 29 de junio de 2021) fue un regatista argentino.

## Carrera deportiva
Comenzó a navegar con su hermano Jorge en el Club Náutico San Isidro, con quien ganó el campeonato de Argentina de la clase Snipe en 1948, 1948, 1949, 1950, 1951, 1952 y 1957. 
En 1948 ganó el campeonato del mundo como patrón y en 1951 como tripulante, en ambas ocasiones formando equipo con Jorge. En 1949 fueron subcampeones; en 1953, sextos, y en 1958, quintos.

## Juegos Panamericanos
En los Juegos Panamericanos de 1951 ganó la medalla de oro, también de patrón y con su hermano Jorge de tripulante.

## Premios y galardones
El 17 de septiembre de 1980 recibió el Diploma al Mérito en Yachting de los Premios Konex en la sede del Automóvil Club Argentino. 